# Powiat taraszczański
Powiat taraszczański – dawny powiat w guberni kijowskiej, utworzony w 1800 roku z powiatów pjatyhorskiego i lipowieckiego. Siedzibą powiatu była Taraszcza. 

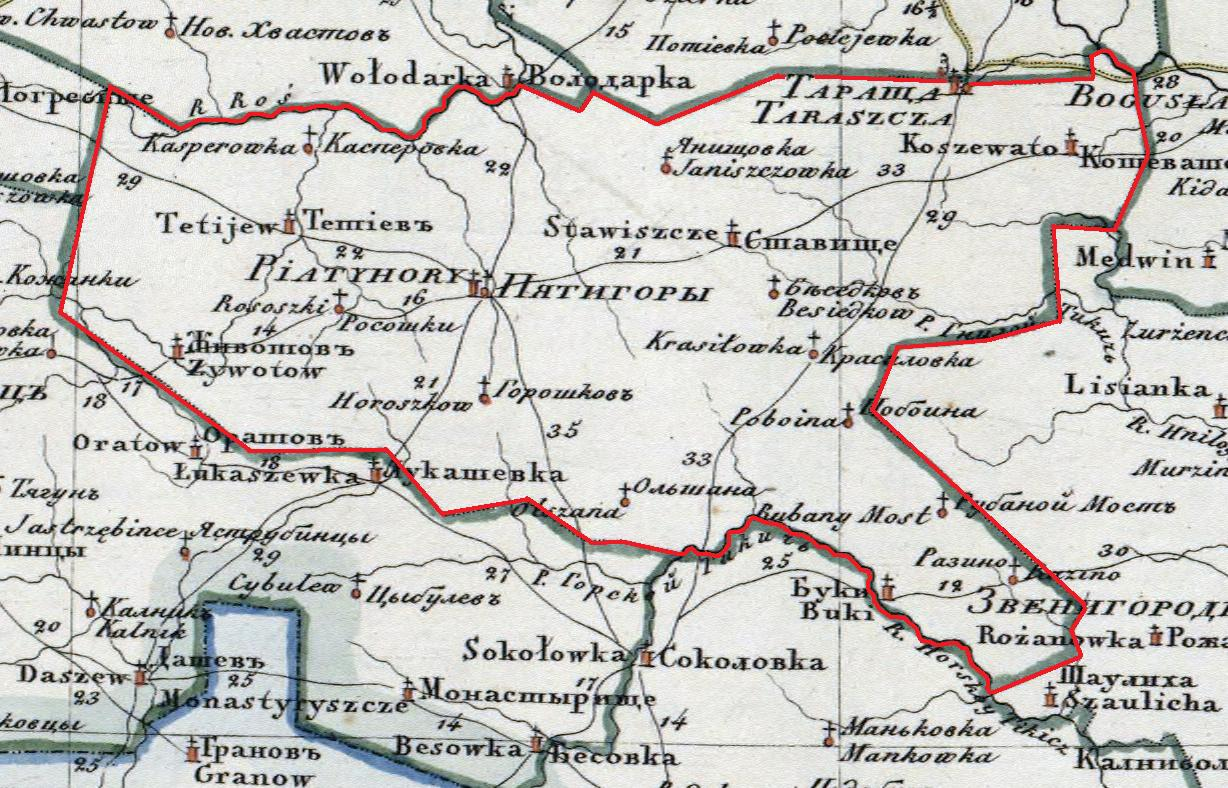
Mapa powiatu pjatyhorskiego z roku 1821, obejmująca większą część późniejszego powiatu taraszczańskiego

Powiat taraszczański na mapie guberni kijowskiej

Istniał do 1918 roku.

## Miejscowości gminne powiatu
1. Buzówka
2. Hałajce(inne języki)
3. Hejsycha(inne języki)
4. Juszków Róg(inne języki)
5. Kaszperówka
6. Koszowata
7. Krasiłówka(inne języki)
8. Krywiec
9. Lesowicze(inne języki)
10. Pjatyhory
11. Skomoroszki
12. Stadnica(inne języki)
13. Stawyszcze
14. Strzyżawka
15. Tetyjów
16. Wesoły Kąt(inne języki)
17. Żaszków
18. Żydowska Grebla(inne języki)
19. Żywotów Stary